# Benidorm Fest
A Benidorm Fest (magyarul: Benidormi Fesztivál) egy 2022 óta évente megrendezett zenei fesztivál Spanyolországban, ami a korábbi Benidormi Dalfesztivál új verziója. A verseny szervezője az RTVE. A Benidorm Fest győztese képviselheti Spanyolországot az Eurovíziós Dalfesztiválon.

## Története
A zenei műsor az 1958-ban létrehozott Benidormi Dalfesztiválon alapul, amelyet az olasz Sanremói Dalfesztivál mintájára hoztak létre. A versenyt megszakításokkal rendezték meg 2006-ig, miközben a formátuma többször is változott.

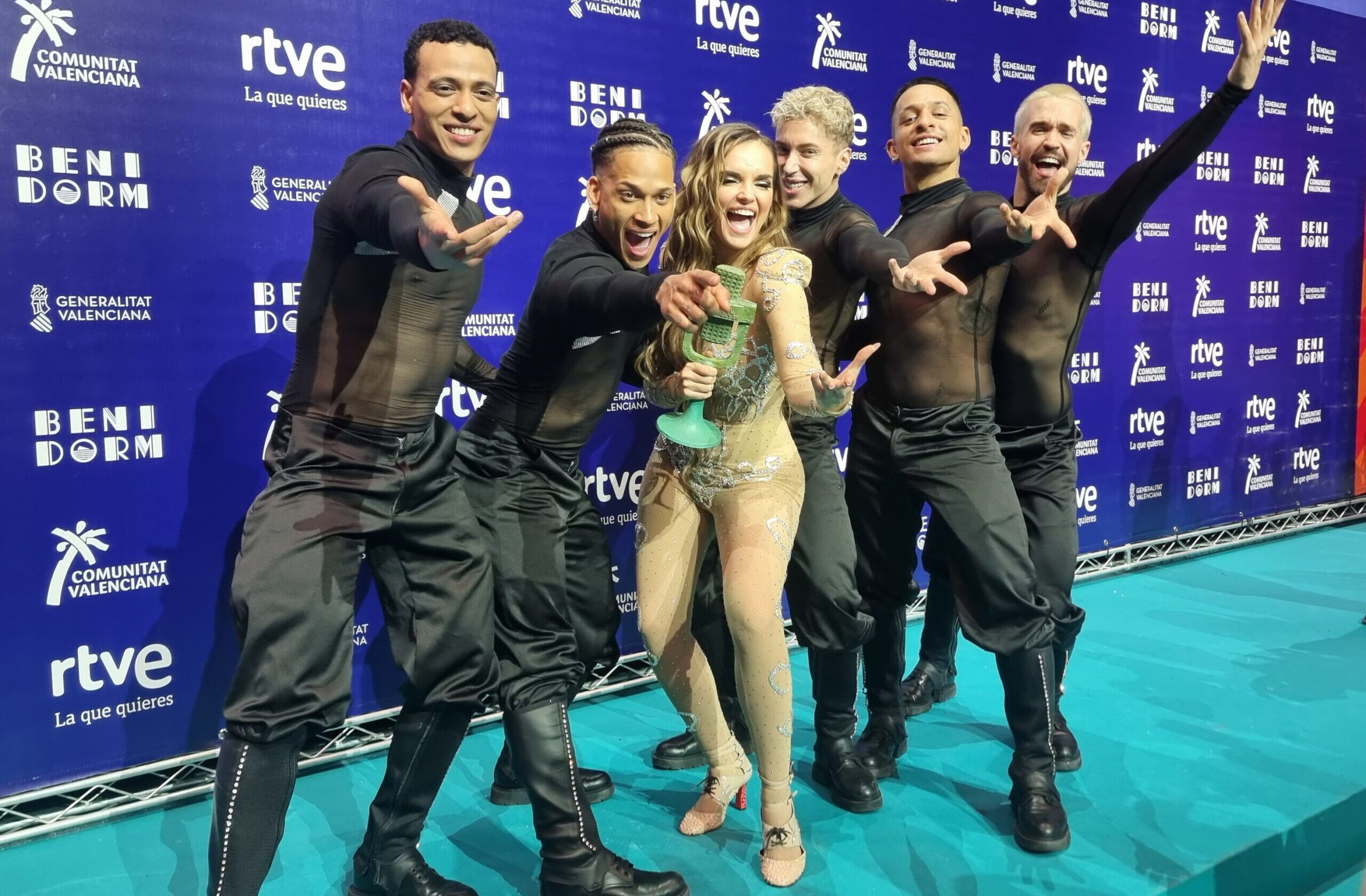
Melody, a 2025-ös verseny győztese

Tizenöt évvel a Benidormi Dalfesztivál utolsó évada után a Radiotelevisión Española (RTVE) 2021. július 22-én egy sajtótájékoztató keretein belül egy új dalverseny elindítását jelentette be. Emellett bejelentették, hogy a Benidormban megrendezett dalverseny egyúttal Spanyolország új eurovíziós nemzeti válogatójaként is szolgálna, a 2022-es Eurovíziós Dalfesztiváltól kezdődően. A közvetítés során a nézőket arról is tájékoztatták, hogy a verseny formátuma megújul és frissítéseken esik át, valamint egy kettős versenyt terveznek, amelyen ismert és feltörekvő előadók egyaránt részt vehetnek. Ugyanezen év szeptember 29-én tették közzé a verseny szabályait és lebonyolítását, valamint hivatalosan is bejelentették az új verseny nevét, amely a Benidorm Fest lett. Az első évadot 2022. januárjár végére ütemezték. Később azt is nyilvánosságra hozták, hogy egy négy évre szóló szerződést kötöttek az esemény megrendezésére. A Valenciai Generalitat körülbelül 968 000 eurót fektetett az eseménybe.
A verseny első győztese Chanel lett. SloMo című dalával az Eurovíziós Dalfesztivál harmadik helyezettje lett. Ez volt az ország első dobogós helyezése 1995 óta. 2023-ban Blanca Paloma a liverpooli Eurovízión összesítésben a tizenhetedikek lett, míg a nézői szavazáson utolsó. 2024-ben a Nebulossa huszonkettedik, 2025-ben Melody a huszonnegyedik helyen végzett.

### Formátum
A verseny két elődöntőből és egy döntőből áll, ahol az előadók élőben adják elő dalaikat.
2022-ben mindkét elődöntőben hét előadó szerepelt, és nyolcan versenyeztek a döntőben. A következő évben már kilenc dal volt mindkét elődöntőben (összesen tizennyolc indulóval), és szintén nyolc dal jutott a döntőbe. 2024-től tizenhat versenydalt választottak ki. Nyolcat-nyolcat mindkét elődöntőre, majd a döntőben is nyolcan szerepeltek.
A végeredményt a nézői szavazás (mely a televotingból és egy, statisztikai és demográfiai szempontok alapján kiválasztott spanyol lakossági minta véleményéből álló panelből tevődik össze), valamint egy nemzeti és egy nemzetközi zsűri szavazatai alakítják ki. A végső eredményt a közönség és a zsűrik szavazatai egyenlő arányban befolyásolják.

### Trófea
A Benidorm Fest győztese az Eurovíziós Dalfesztivál trófeájához hasonló bronz mikrofont kap trófeaként, amelyet José Luis Fernández, egy madridi szobrász tervezett. A trófea 30 centiméter magas és viaszveszejtéses öntési technikával készítenek.

## Győztesek
| Év   | Előadó        | Dal      | Szerző(k)         | Döntő | Pontszám |
| ---- | ------------- | -------- | ----------------- | ----- | -------- |
| 2022 | Chanel        | SloMo    | LassítottFelvétel | 3.    | 459      |
| 2023 | Blanca Paloma | Eaea     | —                 | 17.   | 100      |
| 2024 | Nebulossa     | Zorra    | Ribanc            | 22.   | 30       |
| 2025 | Melody        | Esa diva | Az a díva         | 24.   | 37       |
| 2026 |               |          |                   |       |          |

## Lásd még
- Eurovíziós Dalfesztivál
- Benidormi Dalfesztivál
- Spanyolország az Eurovíziós Dalfesztiválokon